# Турбовская поселковая община
Турбовская поселковая община (укр. Турбівська селищна громада) — образованная территориальная община в Винницком районе Винницкой области Украины.
Административный центр — посёлок городского типа Турбов.

## Населённые пункты
В состав общины входит 1 пгт (Турбов) и 21 село (Белая, Брицкое, Вахновка, Журава, Кобыльня, Козинцы, Константиновка, Конюшевка, Косаковка, Кохановка, Малая Белая, Новая Прилука, Новое, Пеньковка, Петровка, Новая Прилука, Приборовка, Сиваковцы, Соболевка, Старая Прилука, Чуприновка, Шендеровка).